# Serabi
El serabi, surabi o srabi es un panqueque indonesio hecho de harina de arroz y leche de coco, o simplemente coco rallado, como emulgente. Cada provincia de Indonesia tiene varias recetas de serabi de acuerdo a los gustos locales.